# 1993 في فلسطين
أحداث 1993 في فلسطين:

## أبرز الأحداث
- 16 أبريل : تفجير مفرق ميهولا، أول هجوم بسيارة مفخخة، تبنى الهجوم كتائب القسام الجناح العسكري لحركة حماس وهذا الهجوم وهو أول هجوم تفجيري يخطط له المهندس يحيى عياش قائد كتائب القسام بالضفة الغربية ونفذه الاستشهادي ساهر التمام من نابلس.[1]
- 13 سبتمبر : توقيع معاهدة أو اتفاقية أوسلو، أو أوسلو 1، والمعروفة رسمياً باسم إعلان المبادئ حول ترتيبات الحكم الذاتي الانتقالي، من طرف إسرائيل ومنظمة التحرير الفلسطينية في مدينة واشنطن الأمريكية.[2]

## تأسيسات
- تأسيس الجهاز المركزي للإحصاء الفلسطيني وهو المؤسسة الإحصائية الرسمية لدولة فلسطين، تتمثل مهمته الرئيسية في توفير أرقام إحصائية موثوقة على الصعيدين الوطني والدولي، فهو يقدم خدماته للقطاعات الحكومية وغير الحكومية والخاصة، بالإضافة إلى الجامعات والمؤسسات البحثية.[3]
- سبتمبر : شبكة المنظمات الأهلية الفلسطينية[4]
- أكتوبر : تأسيس مكتب الممثلية الكندية لدى السلطة الفلسطينية هو الجهة الدبلوماسية العُليا لكندا لدى دولة فلسطين، ويقع مقرها في شارع إلياس عودة بمدينة رام الله.[5][6]

## وفيات

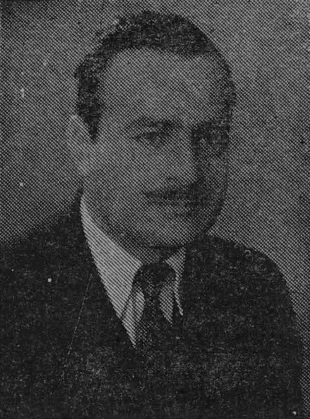
أنور الخطيب

- أنور الخطيب 6 فبراير : سعد الدين العلمي ( مواليد 1911 بالقدس) – المفتي العام للقدس السابق.[7]
- 9 فبراير: أنور الخطيب (مواليد 1917) هو سياسي فلسطيني، كان رئيسًا لبلدية القدس الشرقية في الفترة من 1948 إلى 1950.[8] [9]
- 20 أبريل : زكريا أحمد الشوربجي الملقب ب "أبو يحيى" (مواليد 1960) – أحد قادة كتائب القسام [10]
- 1 يوليو : ماهر محمد أبو سرور – قائد عسكري فلسطيني في كتائب الشهيد عز الدين القسام الجناح العسكري لحركة حماس.
- 6 أغسطس : عدنان عزيز مرعي «أبو مجاهد» (1968 بقراوة بني حسان)– عسكري فلسطيني وأحد مؤسسي كتائب عز الدين القسام في شمال الضفة الغربية.
- 12 أغسطس عبد الرحيم محمد عمر (مواليد 1929) – شاعر فلسطيني.[11][12][13][14]
- 26 أغسطس : عبد اللطيف عقل ( مواليد 1942 في بلدة دير استيا في محافظة سلفيت) – شاعر وأديب وباحث فلسطيني،.[15]
- 5 سبتمبر : عصام كامل عبد الرحمن السالم (مواليد 1938 بقرية كفر زيباد) – سياسي ودبلوماسي وأكاديمي فلسطيني، يحمل الدكتوراه في القانون الدولي، وسفير فلسطين لدى عددٍ من دول العالم.[16]
- 12 سبتمبر : راضي عناب (مواليد 1898 بنابلس) – قائد للجيش العربي الأردني ومن الضباط الذين شكلوا النواة الأولى للجيش العربي الأردني في عام 1923م.
- 21 سبتمبر: أبوحازم محمد هاشم أبو شعبان (مواليد 1956م ) – محامي فلسطيني.
- 2 أكتوبر: الشيخ أمين طريف (مواليد 1898 في قرية جولس في الجليل الغربي في فلسطين) – قاضي دين وشيخ درزي.[17][18]
- 24 نوفمبر: عماد عقل (مواليد 1971) – مجاهد وقائد عسكري ميداني في كتائب عز الدين القسام الجناح العسكري لحركة المقاومة الإسلامية (حماس)، ومن مؤسسي كتائب عز الدين القسام في الضفة الغربية.
- 28 نوفمبر : أحمد خالد أبو الريش – أحد قادة مجموعات صقور فتح قُتل في الانتفاضة الفلسطينية الأولى.